# Óscar Aguilar
Óscar Aguilar Hernández (ur. 27 maja 1977) – meksykański zapaśnik w stylu klasycznym. Zajął 35 miejsce na mistrzostwach świata w 2007. Brązowy medal na igrzyskach panamerykańskich w 2007. Siódmy na mistrzostwach pan-am w 2003 i 2007. Złoty medalista igrzysk Ameryki Środkowej i Karaibów w 2002 roku.